# Несауальпилли
Несауальпилли (науа — «Постящийся Принц») (1463 — 1515) — тлатоани Тескоко в 1472—1515 гг. Сын тлатоани Несауалькойотля («Голодного Койота»). Пользовался репутацией человека весьма сведущего в магии и предсказании будущего.

## Деятельность
Являлся главным выборщиком при выборах императором Монтесумы II в 1502 г. Выступил за избрание Монтесумы несмотря на то, что являлся тестем другого претендента на престол — Маквилмалиналли («Пятая Трава»).
В 1505 г. отменил в своём королевстве наследственную форму рабства, что впоследствии было распространено Монтесумой II на всю империю.
До 1510 года принимал активное участие в походах и войнах Монтесумы II, направленных на расширение и укрепление империи мешиков (ацтеков). Однако в 1510 году он явился к императору с апокалиптическим предсказанием скорой гибели ацтекского мира. Попутно он предрёк, что отныне любой военный поход императора против его основных врагов — племён хуэксоцинков, тласкальтеков и чолультеков — обречён на неудачу. После этого войска Незауальпилли больше не принимали активного участия в войнах Монтесумы II.
В 1512 г. император обвинил Несауальпилли в бездействии его войск и буквально вынудил напасть на Тласкалу. Войска возглавили два сына Несауальпилли — Текванеуацин и Акатлемакокцин. По пути в Тласкалу войска были окружены и полностью истреблены тласкальтеками. Монтесума со своими войсками умышленно не пришёл на помощь. По возвращении в Мехико император запретил некоторым вассалам Тескоко выплачивать Незауальпилли дань и вообще признавать его власть. На протесты Несауальпилли император заявил, что отныне он единолично будет управлять Тройственным союзом и посоветовал не лезть не в свои дела. Сознавая свою беспомощность, престарелый Несауальпилли принял сказанное к сведению и больше не выходил из своего дворца вплоть до своей смерти в 1515 году.
Во время его похорон около двухсот рабов-мужчин и примерно сто рабынь были принесены в жертву, чтобы служить королю на том свете.

## Жены и дети
Незауальпилли оставил после себя 145 детей.
- Чальчуненецин («Нефритовая Кукла») — дочь императора Ахаякатля, была уличена в многократных супружеских изменах и публично удавлена вместе с любовниками и двумя тысячами сообщников. От неё детей не было.
- Тлакошуацин — дочь Атокацина из Аскапоцалько, праправнучка Монтесумы I. Родила 11 детей, из которых 4 или 7 сыновей
  - Уэшоцинкацин — старший сын и законный наследник, герой войны с Хуэксоцинко, казнен по приказу отца по обвинению в любовной связи с женой Несаульпилли, «дамой из Тулы»[1].
  - Куаутлиицтакцин — принц, третий ребёнок.
  - Тетлахвехвеквицицин — принц, в 1515 г. отстранен от права наследования отцу, так как признан недостойным наследником.
  - Коанакочцин — принц, восьмой ребёнок, в 1516 г. по договору с братьями Иштлильхочитлем и Какамацином получает в лен треть всех доходов королевства; тлатоани Тескоко 1520—1521 гг.
  - Иштлильхочитль II — принц, девятый ребёнок, впоследствии тлатоани Тескоко и вассал испанцев.
  - Ноноалькацин — принц, десятый ребёнок.
  - Йойонцин — принц, 11-й ребёнок.
- «дама из Тулы» — купеческая дочь, занималась поэзией, любимая жена Несаульпилли, казнена по обвинению в любовной связи с его сыном Хуэксоцинкацином.
- ?
  - Ауашпицокцин (Ahuaxpitzoctzin) (в крещении — дон Карлос) — принц
  - Токпаксочиух — принц
  - Тлахвитольцин — принц
  - Текванеуацин — принц, погиб в 1512 г. в войне с Тласкалой
  - Акатлемакокцин — принц, погиб в 1512 г. в войне с Тласкалой
  - Кецалькоатль («Пернатый Змей») — принц, возможно, тлатоани Тескоко в 1515—1516 гг.
- «дама из дома Хиломенко» — старшая сестра императора Монтесумы II либо, по другой версии, дочь бывшего чихуакоатля Мехико Тлакаэлеля
  - Какамацин — тлатоани Тескоко 1515—1519 гг.
  - Куикуицкацин (Куикуицатль Токпашочитль) — тлатоани Тескоко в 1519—1520 гг., убит Коанакочцином.
  - Несауалькецин — повешен испанцами в 1520 г. по приказу Кортеса.